# 武汉环球贸易中心
30°35′27″N 114°15′46″E / 30.590891°N 114.262769°E
武汉环球贸易中心（英語：Wuhan International Commerce Center），曾命名为武汉国际贸易中心，位于中国湖北省武汉市江汉区，是主要由2栋甲级写字楼和1栋公寓组成的商业综合体。

## 歷史
- 2011年12月22日，江汉区政府发布公告，决定征收东起青年路，南至金博莱家具广场，西至妙墩路，北至妙墩横路的青年路59号片区内所有房屋，开始旧城改造项目[2]；
- 2014年3月17日，江汉区政府扩大征收范围，妙墩路以东总建筑面积8476.85平方米的房屋也被纳入征收范围[3]；
- 2016年3月27日，项目最大底板混凝土浇筑完毕[4]；
- 2017年7月，写字楼B塔封顶[5]；
- 2018年5月，写字楼A塔封顶[6]；
- 2020年4月2日，项目获得美国绿色建筑委员会的能源与环境设计先锋（英语：LEED）CS金级认证[7][8]，8月开始有商户陆续入驻[9]；
- 2021年8月17日，武汉市自然资源和规划局公示该项目的用途为住宅用地与商服用地，其中地上居住用途建筑面积17987.83平方米、商业用途建筑面积10113平方米、办公用途建筑面积114699.17平方米[10]。